# Kneria auriculata
Kneria auriculata är en fiskart som först beskrevs av Pellegrin, 1905.  Kneria auriculata ingår i släktet Kneria och familjen Kneriidae. IUCN kategoriserar arten globalt som livskraftig. Inga underarter finns listade i Catalogue of Life.